# Согласие (газета)
«Согласие» — общественно-политическая газета Тахтамукайского района республики Адыгея.

## История
6 сентября 1933 года в свет вышел первый выпуск многотиражной газеты «Большевик» - это первоначальное название газеты «Согласие». «Большевик» был органом политотдела Тахтамукайской машинно-тракторной станции. 4-полосная газета формата А3 выходила с периодичностью 12 раз в месяц, печаталась на адыгейском и русском языках. Редактор - Х. Брантов. Место издания - г.Краснодар. Газета освещала в основном соревнования машинно-тракторных станций, бригад, механизаторов. Хранится в Российской государственной библиотеке. В 1935 году преобразована в районную партийно-советскую газету с таким же названием. «Большевик» стал органом Тахтамукайского (Хакуратенского) райкома ВКП(б) и райисполкома. Редакторы - Х. Брантов, А. Беретарь. Место издания - аул Тахтамукай. Периодичность - 120 раз в год. Газета в основном рассказывала о производственной и культурной жизни района.  
1941 год стал трудным для редакции газеты — большая часть мужского состава ушла на фронт. Газета выходила с перебоями, а во время оккупации выпуск был временно прекращен, который вновь возобновился уже после Великой Отечественной войны. 
С 1945 года районная газета стала выходить с новым названием - «За Сталинский урожай». Тогда издание выпускалось на русском языке, без определенной периодичности. Ответственными редакторами были Л.Н. Бондаренко, Н.И. Сирош.
В 1965 году издание переименовано в «Знамя коммунизма». Партийно-советская газета была органом Тахтамукайского райкома КПСС и районного Совета депутатов трудящихся. Выходила на русском языке, редакторами были Л.К. Оксузьян, М.Д. Тлеуж.
С 1984 года газета называлась «По Ленинскому пути», являлась органом Октябрьского (Тахтамукайского) райкома КПСС и районного Совета народных депутатов. Выходила в прежнем формате - 4 полосы А3, на русском языке. Редактор - Л.В. Хохлач. Место издания - аул Октябрьский.
В 1991 году «районка» получила свое нынешнее название - «Согласие». Учредители общественно-политической газеты Тахтамукайского района - Тахтамукайский районный Совет народных депутатов, администрация Тахтамукайского района, коллектив редакции газеты «Согласие». Выходила на русском языке (отдельные материалы публиковались и на адыгейском языке). Главные редакторы - А.М. Бекух, З.Г. Праток. Читатели получали «четырехполоску» два раза в неделю.

## Газета сегодня
«Согласие» выходит два раза в неделю — по средам и субботам. Ее тираж — около 1500 экземпляров. Общественно-политическая газета Тахтамукайского района публикует актуальную официальную информацию, новости и материалы в различных рубриках, освещает социально-экономические и культурные события района и республики.
Главный редактор - Меда Болетова, вступившая в должность в 2006 году. Всего же в штате редакции 8 человек — продолжатели добрых традиций предшественников, мастера своего дела, добросовестные и ответственные работники. 

## Учредители
- Администрация и Совет народных депутатов Тахтамукайского района Республики Адыгея.